# 天师栗
天师栗（学名：Aesculus chinensis var. wilsonii）为无患子科七叶树属七叶树的变种，为中国的特有植物。

## 形态
落叶乔木；小枝密生细毛；掌状复叶对生，长倒卵形、矩圆形或倒披针形小叶5－7个，有细锯齿，幼时下面密生灰色细毛，最后几乎无毛；初夏开白色芳香的花，圆锥花序长达30厘米；蒴果有尖顶。

## 分布
分布于中国大陆的云南、湖北、河南、江西、四川、广东、贵州、湖南等地，生长于海拔1,000米至1,800米的地区，见于阔叶林中，目前已由人工引种栽培。

## 别名
娑罗果或娑罗子（本草纲目）、猴板栗（中国树木分类学）

## 外部連結
- 天師栗, Tianshili 藥用植物圖像數據庫 (香港浸會大學中醫藥學院) （繁體中文）（英文）